# مارفن ميتشيل
مارفن ميتشيل (بالإنجليزية: Marvin Mitchell)‏ (و. 1984  م) هو لاعب كرة قدم أمريكية، من الولايات المتحدة، ولد في نورفولك، فيرجينيا، يلعب كظهير ‏.

## التعليم
تعلم في Lake Taylor High School ‏، وجامعة تينيسي.